# 1256

## Události
Pevnost asasínů Alamút byla dobyta Mongoly.

## Narození
- 6. ledna – sv. Gertruda Veliká, řeholnice benediktinského řádu († 17. listopadu 1301 nebo 1302)
- 24. ledna – Guzmán Dobrý (Guzmán el Bueno, Alonso Pérez de Guzmán), španělský šlechtic a vojevůdce († 19. září 1309)
- 21. března – Jindřich I. Braniborský, braniborský a landsberský markrabě († 14. února 1318)
- ? – Robert z Clermontu, hrabě z Bourbonu a z Clermontu z dynastie Kapetovců († 7. února 1318)
- ? – Filip Sicilský, achajský kníže a titulární soluňský král († 1. ledna 1277)

## Úmrtí
- 4. ledna – Bernard II. Sponheimský, korutanský vévoda (* okolo 1180)
- 18. ledna – Marie Brabantská, bavorská vévodkyně (* 1226)
- 28. ledna – Vilém Holandský, římský král (* 1227)
- 9. února – Alice z Lusignanu, polorodá sestra krále Jindřicha III. (* 1224)
- ? – Markéta Bourbonská, navarrská královna a hraběnka ze Champagne jako manželka Theobalda I. (* 1211)
- ? – Štěpán II. z Medlova, moravský šlechtic (* ? 1208)

## Hlava státu
- České království – Přemysl Otakar II.
- Svatá říše římská – Vilém Holandský
- Papež – Alexandr IV.
- Anglické království – Jindřich III. Plantagenet
- Francouzské království – Ludvík IX.
- Polské knížectví – Boleslav V. Stydlivý
- Uherské království – Béla IV.
- Aragonské království – Jakub I. Dobyvatel
- Portugalské království – Alfons III.
- Latinské císařství – Balduin II.
- Nikájské císařství – Theodoros II. Laskaris
- Kolínské kurfiřtství-arcibiskupství – Konrád z Hochstadenu
- Řezenské knížectví-biskupství – Albert I. z Pietengau